# Руніверс
Руніверс (рос. Руниверс) — сайт про російську історію і культуру.
Проект Руніверс створений з інформаційно-освітньою метою, не є комерційним, не містить реклами і не призначений для отримання будь-якого зиску з публікованих матеріалів.
Розміщує переважно факсимільні книги, видані до 1917 року, а також фотографії, документи та інші історичні матеріали. Призначений тим, хто читає російською, цікавиться російською культурою, історією, мовою.

## Бібліотека
Електронна факсимільна історична бібліотека складена з книг (більше 1500, викладених факсимільно, якісно), передусім, з історії Росії. У великому обсязі представлені енциклопедії, збірки документів, карти, фотографії, праці російських філософів, видані до революції і такі, що не перевидавалися більше століття. Багато книг та періодичних видань раніше ніколи не було представлено для публічного доступу і використання.
Доступні розділи з обраних історичних тем, а також календар пам'ятних дат.

## Галерея

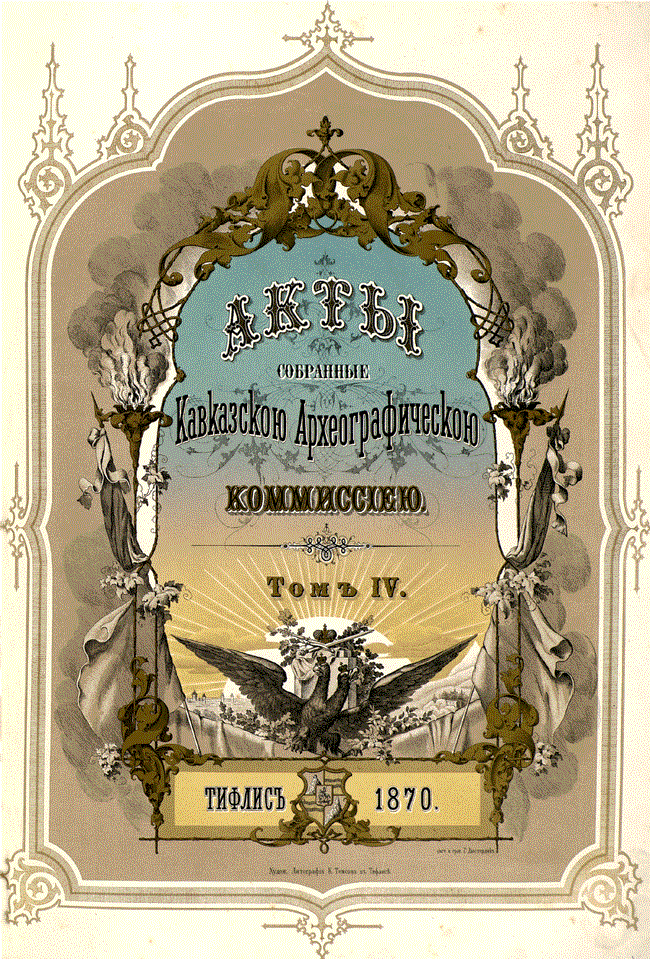
Титульна сторінка, 4 томи Актів, зібраних Кавказькою археографічною комісією

Представлена велика галерея фотографій (більше 1600) видатних російських фотографів, дореволюційні фотографії з описами і нарисами про фотографів:
- галерея Максима Петровича Дмитрієва
- галерея Андрія Івановича Ден'єра
- галерея Сергія Львовича Левицького
- галерея Карла Карловича Булли
- галерея Івана Федоровича Барщевського
- галерея Андрія Осиповича Кареліна
- галерея Василя Андрійовича Карріка
- галерея Сергія Михайловича Прокудина-Горського

## Енциклопедія

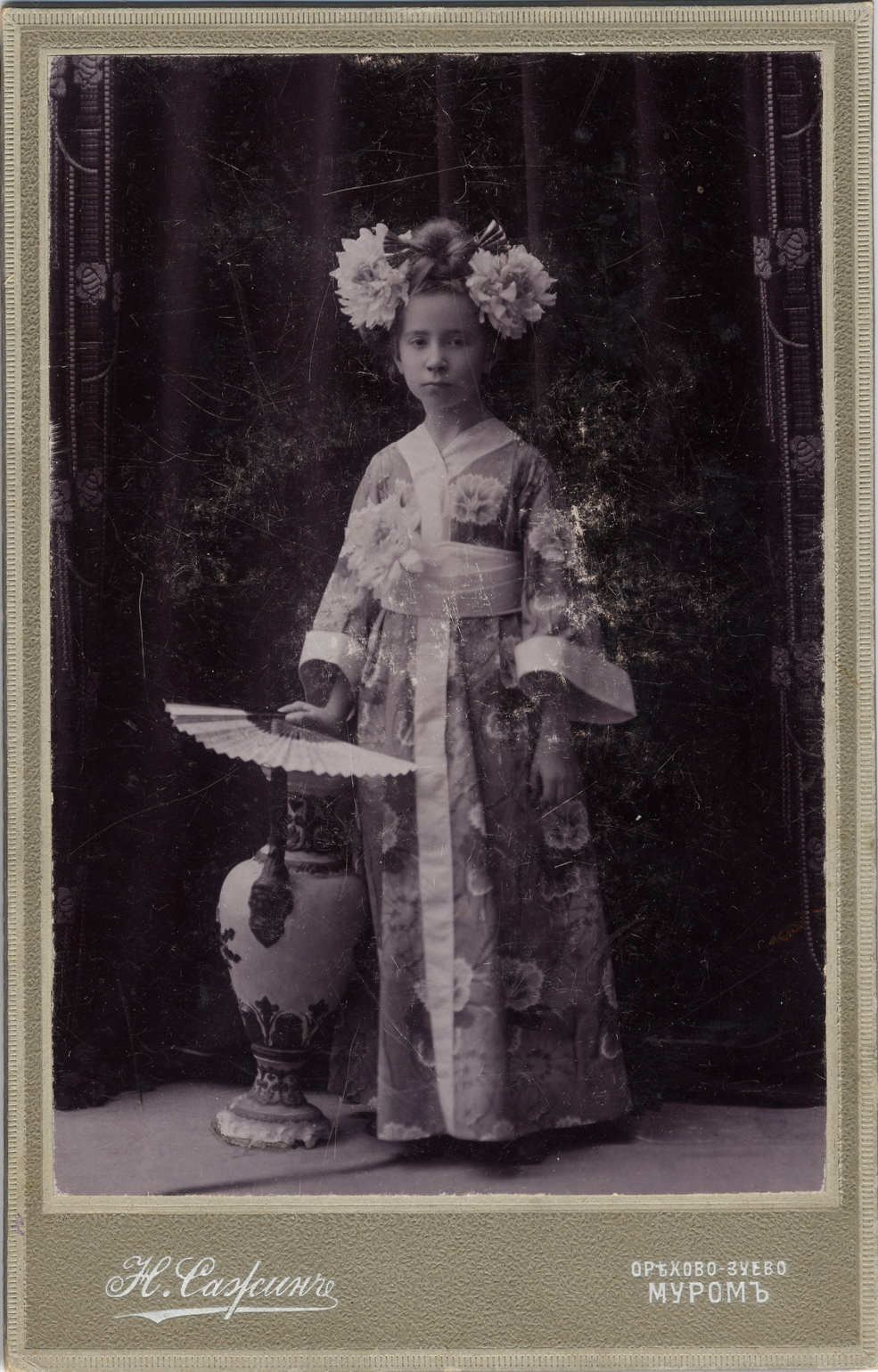
Photo by N.N. Sazhin, c. 1900

На сайті представлена зведена військово-історична енциклопедія. За допомогою алфавітного каталогу здійснюється пошук по трьох військових енциклопедіях. До складу зведеної енциклопедії входять:
- «Військовий енциклопедичний лексикон» (Военный энциклопедический лексикон)
- «Енциклопедія військових і морських наук» (Энциклопедия военных и морских наук)
- «Військова енциклопедія Ситіна» (Военная энциклопедия Сытина)

## Інші розділи
- Повна збірка законів Російської імперії. Збірка Перша (у 45 томах), Збірка Друга (у 55 томах), Збірка Третя (у 33 томах)
- Повна збірка дореволюційних військових енциклопедій
- Велика кількість енциклопедій і словників
- Журнальний зал[8]. Журнал «Питання філософії і психології», раніше недоступний широкій аудиторії
- Повна версія Енциклопедичного словника Брокгауза і Ефрона[9]
- Збірка архівних документів, підготовлених Російською академією наук і археографічними комісіями[10]
- Добір книг з теми «Російської військової історії» і «Військово-морської історії Росії»
- В історичному розділі сайту представлено більше 3200 документів, у тому числі:

- «Катинь»
- «Крим: історія входження в Російську Імперію»
- «Севастополь і Російський флот»
- «Пакт Молотова — Ріббентропа»
- «Цхінвал і Південна Осетія: історія воєн і входження в державні утворення»
- «Південні Курили: історія питання»
- «Східна Пруссія: історія і шлях в Росію»: Біографії та основні роботи класичних російських філософів, а також книги, що стали бібліографічною рідкістю, рукописи, листи, щоденники